# Episodi di Dalziel and Pascoe (terza stagione)
Lista degli episodi della terza stagione della serie televisiva Dalziel and Pascoe.
| N° | Titolo originale  | Titolo italiano | Prima TV UK     | Prima TV Italia |
| -- | ----------------- | --------------- | --------------- | --------------- |
| 1  | Under World       |                 | 21 marzo 1998   |                 |
| 2  | Child's Play      |                 | 28 marzo 1998   |                 |
| 3  | Bones and Silence |                 | 18 ottobre 1998 |                 |
| 4  | The Wood Beyond   |                 | 25 ottobre 1998 |                 |